# Borgmassivet
Borgmasivet  är en bergskedja i Antarktis. Den ligger i Östantarktis. Norge gör anspråk på området.
Borgmassivet sträcker sig 6,5 kilometer i nord-sydlig riktning. Den högsta toppen är Høgfonna, 2 579 meter över havet.
Topografiskt ingår följande toppar i Borgmassivet :
- Høgfonna
- Høgfonnaksla
- Høgfonnhornet